# Arsen Sykaj
Arsen Sykaj (Scutari, 16 aprile 1990) è un calciatore albanese, difensore dell'Olimpia Sant'Agabio 1948.

## Carriera

### Club
Cresciuto nel Vllaznia, ha debuttato con la maglia rossoblu nel 2009.

## Statistiche

### Presenze e reti nei club
Statistiche aggiornate al 17 maggio 2015.
| Stagione        | Squadra         | Campionato      | Campionato | Campionato | Coppe nazionali | Coppe nazionali | Coppe nazionali | Coppe continentali | Coppe continentali | Coppe continentali | Altre coppe | Altre coppe | Altre coppe | Totale | Totale |
| Stagione        | Squadra         | Comp            | Pres       | Reti       | Comp            | Pres            | Reti            | Comp               | Pres               | Reti               | Comp        | Pres        | Reti        | Pres   | Reti   |
| --------------- | --------------- | --------------- | ---------- | ---------- | --------------- | --------------- | --------------- | ------------------ | ------------------ | ------------------ | ----------- | ----------- | ----------- | ------ | ------ |
| 2007-2008       | Vllaznia        | KS              | 0          | 0          | CA              | 0               | 0               | -                  | -                  | -                  | -           | -           | -           | 0      | 0      |
| 2008-2009       | Tërbuni Pukë    | KP              | 2          | 0          | CA              | 1               | 0               | -                  | -                  | -                  | -           | -           | -           | 3      | 0      |
| 2009-2010       | Vllaznia        | KS              | 16         | 0          | CA              | 2               | 0               | UEL                | 2                  | 0                  | -           | -           | -           | 20     | 0      |
| 2010-2011       | Vllaznia        | KS              | 22         | 0          | CA              | 4               | 0               | -                  | -                  | -                  | -           | -           | -           | 26     | 0      |
| 2011-2012       | Vllaznia        | KS              | 19         | 1          | CA              | 8               | 0               | UEL                | 4                  | 0                  | -           | -           | -           | 31     | 1      |
| 2012-2013       | Kastrioti       | KS              | 23         | 1          | CA              | 8               | 1               | -                  | -                  | -                  | -           | -           | -           | 31     | 2      |
| 2013-2014       | Vllaznia        | KS              | 29         | 0          | CA              | 5               | 0               | -                  | -                  | -                  | -           | -           | -           | 34     | 0      |
| 2014-2015       | Vllaznia        | KS              | 31         | 0          | CA              | 4               | 0               | -                  | -                  | -                  | -           | -           | -           | 35     | 0      |
| Totale Vllaznia | Totale Vllaznia | Totale Vllaznia | 117        | 1          |                 | 23              | 0               |                    | 6                  | 0                  |             | -           | -           | 146    | 1      |
| 2015-2016       | Besëlidhja      | KP              | 0          | 0          | CA              | 0               | 0               | -                  | -                  | -                  | -           | -           | -           | 0      | 0      |
| Totale carriera | Totale carriera | Totale carriera | 142        | 2          |                 | 32              | 1               |                    | 6                  | 0                  |             | -           | -           | 180    | 3      |